# Chinese Democracy
Chinese Democracy é o sexto álbum de estúdio da banda norte-americana Guns N' Roses, lançado mundialmente em novembro de 2008 após ficar conhecido como o "disco eternamente adiado", pois a banda começara a trabalhar nele em 1996 e cancelou todas as datas de lançamento previstas desde o ano até a distribuição. Este é o seu primeiro álbum de estúdio desde The Spaghetti Incident? de 1993, e o primeiro a apresentar apenas material original desde Use Your Illusion II de 1991.
O álbum começou a ser trabalhado em si logo após a saída de todos os membros originais da banda — exceto Axl Rose — nos anos 90, e seu anúncio ocorreu após o lançamento da canção "Oh My God" em 1999, na trilha sonora do filme End of Days. Porém, apenas no começo de janeiro de 2006 é que começaram a ser divulgadas informações consistentes, quando Rose concedeu uma entrevista à revista Rolling Stone, na qual ele disse que o som de Chinese Democracy estava diferente do comum da banda, com alguns arranjos lembrando Queen, e que tratava-se de um projeto muito complexo. Uma carta aberta de Rose explicou que ele pretendia lançar o trabalho em março de 2007, mas somente em outubro de 2008 foi aberta uma contagem oficial na página virtual do grupo, que chegou ao fim no dia 23 de novembro de 2008, à meia-noite, quando o trabalho foi oficialmente lançado.
A obra se tornou um sucesso comercial imediato, estreando no terceiro lugar da tabela musical Billboard 200 com mais de 200 mil cópias vendidas na primeira semana e recebendo a certificação de platina pela Recording Industry Association of America (RIAA) em quatro meses, com mais de um milhão de edições comercializadas, além de também ter totalizado o mesmo valor em território europeu, com dezenas de autenticações de ouro e platina em vários países.

## Antecedentes e pré-produção

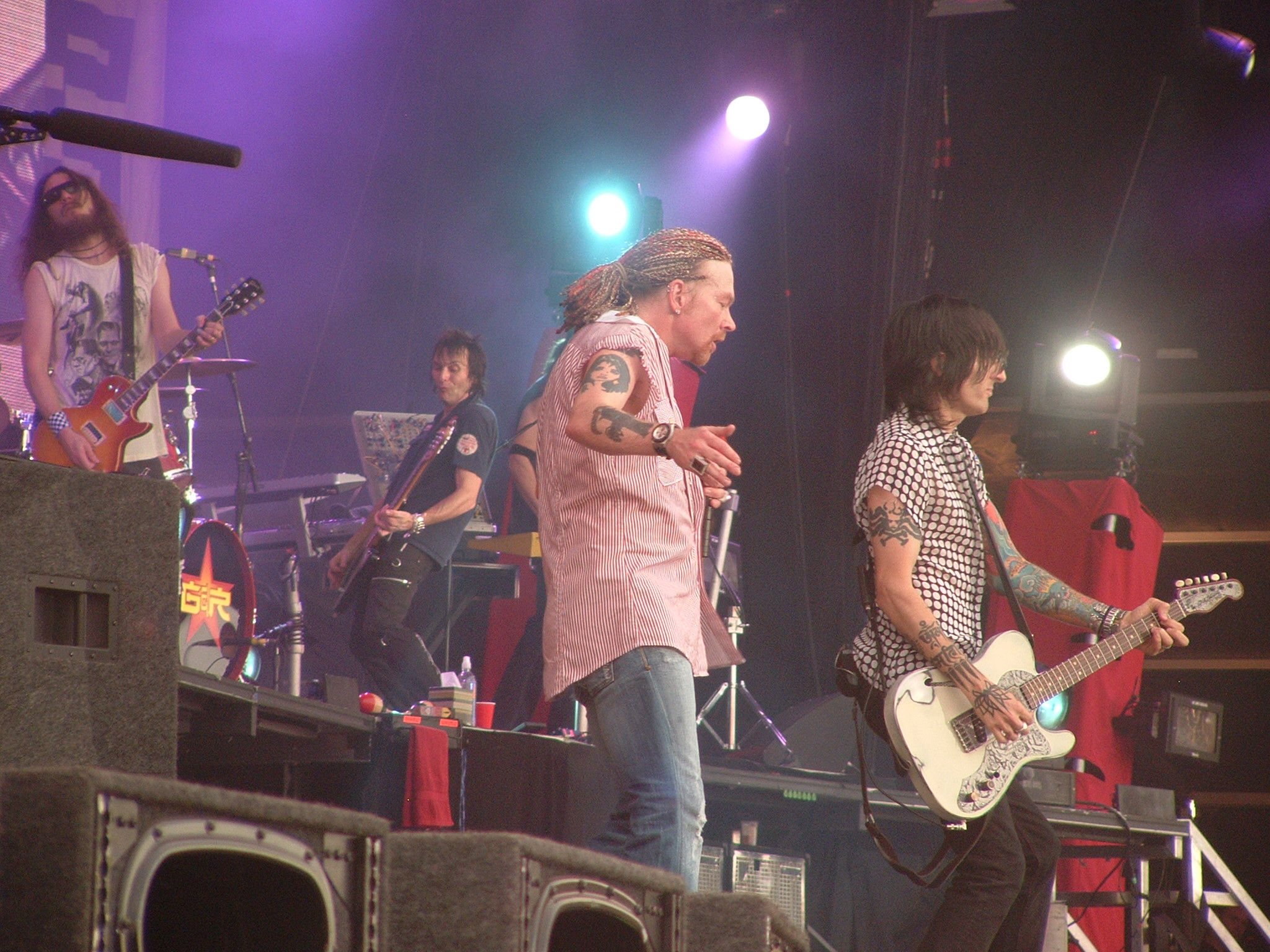
A banda no Download Festival em 11 de junho de 2006.

A banda começou a compor material inédito já em 1994, após o fim da Use Your Illusion Tour e de um pequeno hiato do grupo. Na época todos os membros, exceto por Axl, estavam envolvidos com projetos paralelos e também andavam insatisfeitos com o comportamento de Axl e a situação da banda; o baixista Duff McKagan dizia que a banda estava "petrificada" e o guitarrista Slash acusava Axl de ter transformado o Guns numa "ditadura". O grupo se desmembrou em 1996, quando Slash se demitiu por telefone, com Duff e o baterista Matt Sorum fazendo o mesmo tempo depois. Slash foi substituído por Robin Finck, Duff por Tommy Stinson e Matt por Josh Freese, com a banda também contando com Dizzy Reed no teclado e Paul Tobias na guitarra rítmica. A pré-produção do álbum começou em 1998 com a ajuda de Chris Pitman nos Estúdios Rumbo, em Los Angeles, com a gravadora Geffen liberando um orçamento de dois milhões de dólares para que Axl finalizasse o álbum e o lançasse até o fim de 1999, mas nesse ano o único lançamento foi a canção "Oh My God", liberada para a trilha sonora do filme End of Days, estrelado por Arnold Schwarzenegger e lançado em 16 de novembro.
Em 2000, Axl contratou Buckethead para substituir Robin e Bryan Mantia para substituir Josh, sendo que mais tarde Robin se juntou ao grupo como terceiro guitarrista, e nessa época a banda fez seu primeiro show na sua nova fase com uma apresentação em Las Vegas, nos Estados Unidos, e também foram a atração principal da terceira edição do Rock in Rio, no Rio de Janeiro, em 14 de janeiro de 2001. Em 29 de agosto de 2002, o Guns fez uma aparição surpresa no MTV Video Music Awards apresentando "Welcome to the Jungle", "Paradise City" e "Madagascar".
Ron Thal veio a substituir Buckethead e a banda fez algumas apresentações em 2006, com Ron gravando algumas partes de guitarra para o álbum durante as pausas; Frank Ferrer substituiu Bryan em julho de 2006 e também gravou partes de bateria para o álbum. Em 14 de dezembro Axl divulgou um comunicado no website do grupo dizendo que aqueles shows eram um aquecimento para o álbum, e culpou o até então agente do grupo, Merck Mercuriadis, pelo grande atraso; ele também anunciou 6 de março de 2007 como possível data de lançamento, o que foi mais uma vez adiada.
Em 14 de setembro de 2008, "Shackler's Revenge" foi lançada como parte do jogo eletrônico Rock Band 2, o primeiro lançamento inédito da banda desde 1999, e "If the World" foi usada no filme Body of Lies durante os créditos finais. Em 22 de outubro de 2008, o single "Chinese Democracy" foi lançado e "Better" saiu em 14 de novembro; o álbum completo foi finalmente lançado pela Geffen nos Estados Unidos 21 de novembro, na Europa em 22 de novembro e mundialmente em 23 de novembro, exceto pelo Reino Unido, onde foi lançado em 24 de novembro de 2008.

## Gravação e estilo
Segundo Axl Rose, uma versão do álbum já estava gravada e pronta para ser lançada em 2000, mas quando o produtor Roy Thomas Baker foi contratado ele decidiu que todas as 30 faixas tinham de ser refeitas sob sua supervisão, e Mike Clink, que trabalhou com o Guns desde seu primeiro álbum, também ajudou na edição e masterização. Axl também convidou um grande número de músicos para tocar no álbum, como o guitarrista Dave Navarro,  que pretendia entrar para a banda em 1991 mas foi substituído por Gilby Clarke, e o guitarrista britânico Brian May, sendo que as partes de guitarra que ele gravou para "Catcher In the Rye" em 1999 foram descartadas na versão final. Em 2000, os compositores Marco Beltrami e Paul Buckmaster trabalharam na condução de orquestra e coro, que foi o último trabalho físico com relação ao álbum por anos.
Em 2006, foram contratados diversos artistas para gravar os instrumentais, e Axl contratou o engenheiro de som Andy Wallace, conhecido por trabalhar com bandas como Nirvana e Sepultura; outros produtores envolvidos no álbum foram Bob Ezrin e Sean Beavan. Em 2007 Sebastian Bach, ex-vocalista do Skid Row, gravou vocais de apoio para "Sorry" nos estúdios Electric Lady, em Nova Iorque, e foi posteriormente convidado para abrir shows da banda desde então. Os vocais de Axl foram gravados em diferentes estúdios dos Estados Unidos, sendo que os primeiros foram gravados já em 1999 e acabara apenas em 2007. Nessa época também foi apontado que o álbum teria tido um custo total de 13 milhões de dólares, sendo apelidado de "o álbum mais caro nunca feito".
O som de Chinese Democracy é frequentemente descrito como rock industrial semelhante ao estilo de bandas como Nine Inch Nails e Ministry, estilo que Axl sempre gostou, mas em uma entrevista em 2001 ele negou que o álbum girasse somente em torno desse estilo, que o mais perto disso era a canção "Oh my God" e que o álbum trazia vários estilos diferentes, com grandes influências do blues. Em 2003 o DJ Eddie Trunk falou sobre a faixa "I.R.S", que havia sido liberado para seu programa de rádio de Los Angeles, dizendo que ela o fazia lembrar da atmosfera do álbum Use Your Illusion com alguns toques modernos. Axl voltou a falar do álbum em 2006 para a revista Rolling Stone, o descrevendo como uma "gravação muito complexa", ele disse que tentou fazer algo diferente, com influências do Queen e semelhante ao doom metal.

## Lançamento e recepção

### Controvérsias
Assim que foi lançado, Chinese Democracy foi imediatamente proibido na China devido a seu título e a referência negativa ao Falun gong, uma prática espiritual popular na Ásia. O álbum foi banido das lojas e o Guns foi permanentemente proibido de tocar no país.
Em outubro de 2009 a gravadora Domino Records, representando o músico Ulrich Schnauss, entrou com um processo contra o Guns acusando a banda de plágio na canção "Riad 'n the Bedouins", argumentando que partes instrumentais foram copiadas da canção "Wherever You Are", que Ulrich lançou no álbum Far Away Trains Passing By em 2001; Axl negou todas as acusações e o processo ainda corre, com a Domino exigindo uma indenização de 1 milhão de dólares pelo suposto plágio. Também a banda The Offspring se envolveu em uma pequena confusão quando anunciou que seu sétimo álbum se chamaria "Chinese Democrazy", com o sub-título You Snooze, you loose, uma gíria semelhante a bobeou, dançou, com o líder da banda, Dexter Holland dizendo que Axl havia roubado seu cabelo, então ele roubou o álbum de Axl, sendo que mais tarde tudo foi revelado com uma piada de 1 de abril; mas Axl não gostou da brincadeira, e havia ameaçado Dexter com uma ação judicial caso ele levasse o "plano" adiante.

### Desempenho comercial e promoção

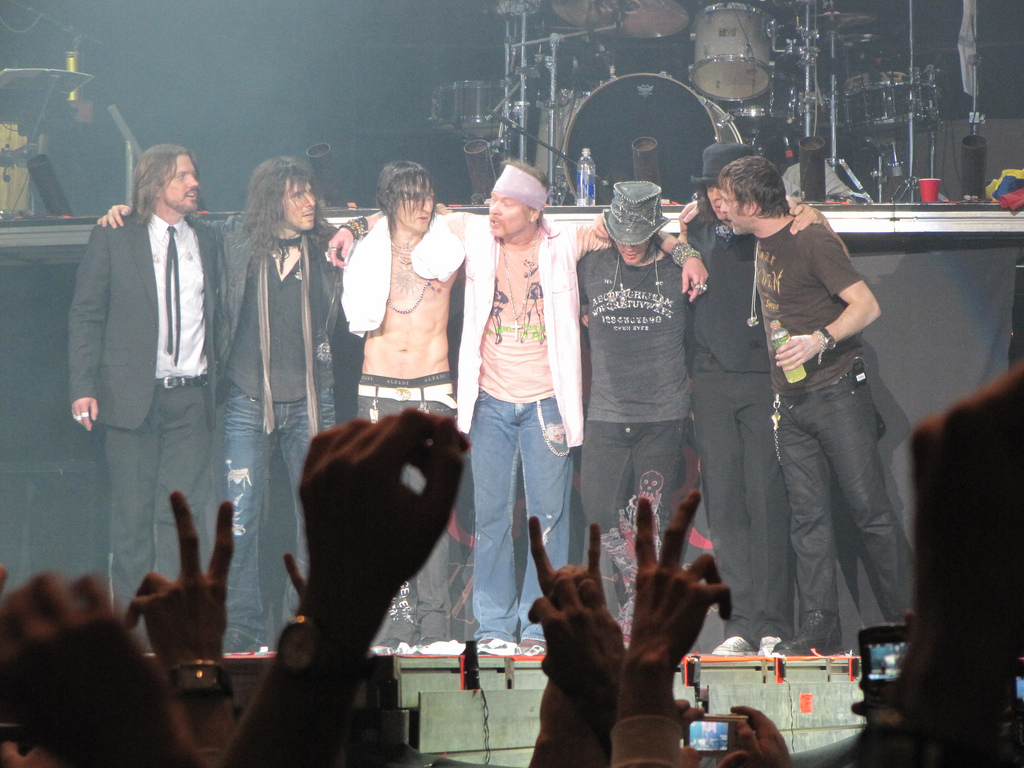
O Guns N' Roses encerrando um show em Caracas, Venezuela em 27 de março de 2010.

Chinese Democracy estreou nos Estados Unidos na 3ª posição da Billboard 200 vendendo cerca de 261 mil cópias, e no Canadá em 1º na Canadian Albums Chart com 83 mil cópias vendidas na primeira semana, além de ter estreado em 2º lugar na UK Albums Chart do Reino Unido atrás de Day & Age do The Killers. O álbum também chegou ao 1º lugar das paradas de outros 6 países, e também atingiu o topo da European Top 100 Albums, conseguindo Disco de Platina por vender mais de 1 milhão de cópias no território europeu, também ganhando Platina nos Estados Unidos também com 1 milhão de cópias, além de chegar a Platina tripla no Canadá e ganhar outros 5 certificados de Platina e 6 de Ouro ao redor do mundo, com cerca de 3 milhões de cópias comercializadas desde seu lançamento.
A turnê para promover o lançamento do álbum começou já em 2001, quando o Guns foi a atração principal da terceira edição do Rock in Rio e realizou outros três pequenos shows em Las Vegas, enquanto a turnê de 2002 incluiu Ásia, América do Norte e algumas datas europeias. A banda não fez nenhum show até maio de 2006, quando percorreu a América do Norte mais uma vez e realizou uma grande turnê pela Europa, que continuou em 2007 com concertos na Austrália, Nova Zelândia, Japão e México. Seu primeiro show após o lançamento do álbum foi em Taiwan, e em 2009 a banda tocou na Coreia do Sul pela primeira vez, e teve duas datas no Japão. A turnê continua em 2010 e 2011, com espetáculos na América do Norte, do Sul e Central, Europa e Austrália.
Em 2 de outubro de 2011 o Guns voltou a ser a atração principal do Rock in Rio e prosseguiu a turnê, com mais shows na América do Sul e com uma nova etapa para a América do Norte em novembro e dezembro.

### Avaliação da crítica
| Críticas profissionais | Críticas profissionais |
| Avaliações da crítica  | Avaliações da crítica  |
| Fonte                  | Avaliação              |
| ---------------------- | ---------------------- |
| Allmusic               | [ 8 ]                  |
| Rolling Stone          | [ 33 ]                 |
| Sputnikmusic           | [ 34 ]                 |
| The Guardian           | [ 35 ]                 |
| USA Today              | [ 36 ]                 |
| PopMatters             | [ 37 ]                 |
| IGN                    | [ 38 ]                 |

Chinese Democracy foi recebido com críticas geralmente positivas da maioria dos avaliadores, como no Metacritic por exemplo, onde cada avaliação independente é somada para extrair um valor percentual, e o álbum recebeu um total de 64% de aprovação. Greg Kot, do Chicago Tribune, expressou que Axl parecia estar querendo esconder alguma coisa por trás dos arranjos, mas reconheceu que ele deu tudo de si; Stephen Thomas Erlewine, do Allmusic, escreveu que Chinese Democracy é mais modesto em comparação ao Use Your Illusion por exemplo, e disse também que Axl usou esse álbum como um veículo para ir contra todos que o desafiam, como amigos afastados, amores mal-resolvidos e fãs incrédulos; Stephen ainda apontou que o disco é tão produzido que não "toca" muito as pessoas, mas que a música ainda é boa, e termina dizendo que Chinese Democracy é um bom álbum, nem mais, nem menos.
Em 2006, Sebastian Bach também falou com a Rolling Stone e descreveu Chinese Democracy como "épico e muito legal", ele disse que o álbum possui vocais e riffs (acordes de guitarra) "matadores", mas com um som muito moderno; Sebastian também disse que o disco possui o "poder" de Appetite for Destruction e a "grandiosidade" de "November Rain". Antigos integrantes das primeiras formações do Guns também já avaliaram o álbum; o baixista Duff McKagan disse que esse é o disco que Axl sempre quis fazer, e o guitarrista Slash disse que soou exatamente como ele achava que soaria, com muitos sintetizadores e aparelhagem digital;  o guitarrista Gilby Clarke falou do álbum e também da sonoridade da banda atual como um todo:
| “ | Conhecendo Axl há 20 anos e sabendo o que ele queria fazer, imagino que ele esteja feliz. Ele me dizia que era assim que gostaria que a banda fosse. Quando tivemos nossas discussões, ele queria levar a banda em uma nova direção, com pessoas diferentes. O que ele faz hoje é o tipo de música que eu gosto? Algumas coisas, sim. É algo original, criativo e acho que as coisas devem ser assim. Mas quando penso em Guns N’ Roses, não é essa a sonoridade que tenho em mente. Se fosse um álbum com o nome Axl Rose seria fantástico, pois é boa música, não posso dizer o contrário. - Gilbe em entrevista ao Blog Metal Shrine | ” |

## Faixas
Todas as letras escritas por Axl Rose. 
| Lista de faixas |                              |         |  |
| N.º             | Título                       | Duração |  |
| 1.              | "Chinese Democracy"          | 4:43    |  |
| 2.              | "Shackler's Revenge"         | 3:36    |  |
| 3.              | "Better"                     | 4:58    |  |
| 4.              | "Street of Dreams"           | 4:46    |  |
| 5.              | "If the World"               | 4:54    |  |
| 6.              | "There Was a Time"           | 6:41    |  |
| 7.              | "Catcher in the Rye"         | 5:53    |  |
| 8.              | "Scraped"                    | 3:30    |  |
| 9.              | "Riad N' the Bedouins"       | 4:10    |  |
| 10.             | "Sorry" (com Sebastian Bach) | 6:14    |  |
| 11.             | "I.R.S."                     | 4:28    |  |
| 12.             | "Madagascar"                 | 5:38    |  |
| 13.             | "This I Love"                | 5:34    |  |
| 14.             | "Prostitute"                 | 6:15    |  |
| Duração total:  | Duração total:               | 71:18   |  |

## Desempenho nas paradas
| País           | Parada (2008)              | Melhor posição |
| -------------- | -------------------------- | -------------- |
| Alemanha       | Media Control Charts       | 2              |
| Argentina      | CAPIF Top 100              | 1              |
| Austrália      | ARIA Charts                | 3              |
| Áustria        | Top 40 Albums              | 3              |
| Bélgica        | Ultratop 40 Ultratop 50    | 4 19           |
| Canadá         | Canadian Albums Chart      | 1              |
| Dinamarca      | Hitlisten                  | 6              |
| Eslovênia      | Top 30 Albums              | 1              |
| Espanha        | Spanish Albums Chart       | 8              |
| Estados Unidos | Billboard 200              | 3              |
| Europa         | European Top 100 Albums    | 1              |
| Finlândia      | Finnish Albums Chart       | 1              |
| França         | French Albums Chart        | 10             |
| Hungria        | Hungarian Albums Chart     | 4              |
| Irlanda        | Irish Albums Chart         | 3              |
| Itália         | Italian Albums Chart       | 3              |
| Japão          | Oricon International Chart | 3              |
| México         | Mexican Albums Chart       | 3              |
| Mundo          | World Top 40               | 1              |
| Noruega        | VG-lista                   | 2              |
| Nova Zelândia  | New Zealand Albums Chart   | 1              |
| Países Baixos  | Dutch Top 40               | 4              |
| Polónia        | Polish Albums Chart        | 1              |
| Portugal       | Top 50 Nacional            | 9              |
| Rússia         | Russian Top 25 Albums      | 4              |
| Reino Unido    | UK Albums Chart            | 2              |
| Suécia         | Sverigetopplistan          | 4              |
| Suíça          | Swiss Top 100 Albums       | 1              |

| País          | Parada (2009)            | Melhor posição |
| ------------- | ------------------------ | -------------- |
| Austrália     | ARIA Charts              | 22             |
| Áustria       | Top 40 Albums            | 11             |
| Bélgica       | Ultratop 40 Ultratop 50  | 34 47          |
| Dinamarca     | Hitlisten                | 13             |
| Espanha       | Spanish Albums Chart     | 31             |
| Finlândia     | Finnish Albums Chart     | 7              |
| França        | French Albums Chart      | 56             |
| Grécia        | Greek Albums Chart       | 40             |
| Itália        | Italian Albums Chart     | 14             |
| México        | Mexican Albums Chart     | 25             |
| Noruega       | VG-lista                 | 27             |
| Nova Zelândia | New Zealand Albums Chart | 24             |
| Países Baixos | Dutch Top 40             | 34             |
| Reino Unido   | UK Albums Chart          | 28             |
| Suécia        | Sverigetopplistan        | 9              |
| Suíça         | Swiss Top 100 Albums     | 14             |

| País      | Parada (2010)         | Melhor posição |
| --------- | --------------------- | -------------- |
| Finlândia | Finnish Albums Charts | 15             |
| França    | French Albums Chart   | 199            |

### Vendas e certificações
| País           | Empresa      | Certificação | Vendas     |
| -------------- | ------------ | ------------ | ---------- |
| Alemanha       | BVMI         | Ouro         | 100,000+   |
| Austrália      | ARIA         | Platina      | 70,000+    |
| Bélgica        | BEA          | Ouro         | 15,000+    |
| Canadá         | Music Canada | 3× Platina   | 240,000+   |
| Estados Unidos | RIAA         | Platina      | 1,000,000+ |
| Europa         | IFPI         | Platina      | 1,000,000+ |
| Hungria        | Mahasz       | Ouro         | 3,000+     |
| Irlanda        | IRMA         | Platina      | 15,000+    |
| Nova Zelândia  | RIANZ        | Platina      | 15,000+    |
| Polônia        | ZPAV         | Ouro         | 15,000+    |
| Reino Unido    | BPI          | Platina      | 300,000+   |
| Suécia         | IFPI Suécia  | Ouro         | 20,000+    |
| Suíça          | IFPI Suíça   | Platina      | 30,000+    |

## Créditos
Guns N' Roses e ex-membros
- W. Axl Rose – vocal e piano
- Dizzy Reed – teclados
- Tommy Stinson – baixo
- Chris Pitman – teclados
- Ron "Bumblefoot" Thal – guitarra
- Richard Fortus – guitarra
- Frank Ferrer – bateria
- Buckethead – guitarra
- Robin Finck – guitarra
- Paul Tobias – guitarra
- Bryan Mantia – bateria
- Josh Freese – bateria

| Músicos de sessão - Pete Scaturro - teclados em "Sorry" - Sebastian Bach - backing vocals em "Sorry" - Suzy Katayama - trompete em "Madagascar" - Patti Hood - harpa em "This I Love" | Equipe técnica principal - Caram Costanzo e Andy Wallace - Produção e mixagem - Chris Pitman, Roy Thomas Baker – Pré-produção - Mike Clink, Bob Ludwig – Masterização - Caram Costanzo e Eric Caudieux - Edição digital - Bob Ezrin e Sean Beavan – Arranjos - Paul Buckmaster, Marco Beltrami - Condução e arranjo de orquestras - Dan Monti – Engenharia acústica - Terry Hardin - Arte da capa |

Outros técnicos envolvidos
| - Okhee Kim – engenheiro assistente - Andy Gwynn – engenheiro assistente - Brian Monteath – engenheiro assistente - Dave Dominguez – engenheiro assistente - Jose Borges – engenheiro assistente - Joe Peluso – engenheiro assistente - Christian Baker – engenheiro assistente - James Musshorn – engenheiro assistente - Greg Morgenstein – técnico de Pro Tools - Paul DeCarli – técnico de Pro Tools | - Jan Petrov – engenheiro assistente - Jeff Robinette – engenheiro assistente - Bob Koszela – engenheiro assistente - Paul Payne – engenheiro assistente - Mark Gray – engenheiro assistente - Xavier Albira – engenheiro assistente - Dror Mohar – engenheiro assistente - Mike Scielzi – assistente de mixagem - Billy Bowers – técnico de Pro Tools - Justin Walden – técnico de Pro Tools | - Eric Tabala – engenheiro assistente - Shawn Berman – engenheiro assistente - Donald Clark – engenheiro assistente - Shinnosuke Miyazawa – engenheiro assistente - Vanessa Parr – engenheiro assistente - John Beene – engenheiro assistente - Al Perrotta – engenheiro assistente - Paul Suarez – assistente de mixagem - Rail Jon Rogut – técnico de Pro Tools - Isaac Abolin – técnico de Pro Tools |